# Rote Angst
Unter dem Begriff Rote Angst (englisch Red Scare) werden zwei verschiedene Perioden der US-Geschichte zusammengefasst, die geprägt waren von antikommunistischer Hysterie, die sich in Stigmatisierung und Verfolgung der politischen Linken, insbesondere auch von Einwanderern, manifestierte.

## Erste Rote Angst (1917–1920)

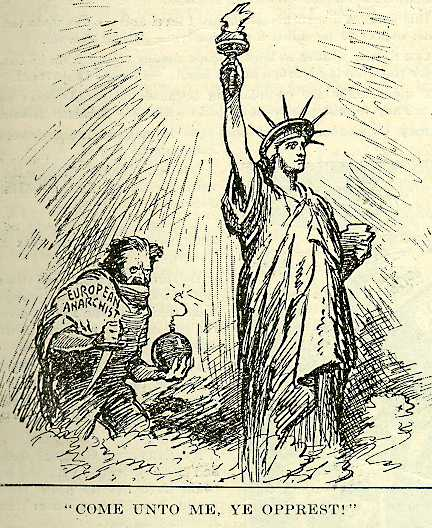
Politischer Cartoon, 1919: Ein europäischer Anarchist beim Versuch, die Freiheitsstatue zu sprengen

Die Machtübernahme der kommunistischen Bolschewiki in Russland im Zuge der Oktoberrevolution von 1917 löste in den Vereinigten Staaten große soziale Unruhen aus und schürte bei konservativen Politikern und einem Teil der Bevölkerung Ängste vor einem kommunistischen Umschwung in den USA, der die kapitalistische Grundordnung und den liberalen Lebensstil gefährden oder gar zerstören könnte. Zusammen mit den anderen Westmächten griffen US-Truppen ab 1918 auf Seiten der Weißen in Nordrussland und im Fernen Osten in den Russischen Bürgerkrieg ein.
Genährt wurden diese Befürchtungen sowohl durch das Erstarken linker Parteien und die Gründung der Kommunistischen Partei und der Kommunistischen Arbeiterpartei im Jahr 1919 als auch durch zahlreiche spektakuläre Streiks, die von der linken Gewerkschaft der Industrial Workers of the World durchgeführt wurden. Zudem war die US-Regierung verärgert darüber, dass viele linke Politiker, wie z. B. der Führer der Sozialistischen Partei (SPA) Eugene V. Debs, eine Beteiligung der USA am Ersten Weltkrieg ablehnten und sich auch nach dem Kriegseintritt kritisch darüber äußerten.
Angesichts dieser Lage und noch unter dem Eindruck des Ersten Weltkriegs beschloss die Regierung eine Reihe von Gesetzen, die es unter Strafe stellten, den Einsatz der US-Armee im Krieg zu behindern (Espionage Act von 1917) oder öffentliche Kritik an Regierung und Militär zu üben (Sedition Act of 1918). Außerdem wurde anarchistisch gesinnten Ausländern die Einreise ins Land untersagt bzw. die Deportation bereits (illegal) eingewanderter Anarchisten erlaubt (Anarchist Exclusion Act von 1918), was später durch den Immigration Act of 1924, der eine stark restriktive Einwanderungspolitik festsetzte, noch zusätzlich verschärft wurde.
Mit der Gründung des Committee on Public Information (Creel-Kommission) 1917 wurde vom damaligen Präsidenten Woodrow Wilson zusätzlich eine Institution geschaffen, die mit massiver Propagandaarbeit ein verfälschendes Bild deutschstämmiger Amerikaner in der Öffentlichkeit zu verbreiten suchte und die Bildung patriotischer Organisationen unterstützte, die durch Bespitzelung der Bevölkerung „Spione und Verräter“ aufspüren sollten.
Öffentliche Aufregung verursachten vor allem die Anstrengungen militanter Einwanderer um den italienischen Anarchisten Luigi Galleani, die US-Regierung mit einem gewaltsamen Umsturz zu beseitigen. Nachdem diese anarchistischen Gruppierungen am 2. Juni 1919 eine Serie von Bombenanschlägen in acht amerikanischen Städten durchführten, unter anderem auch auf das Haus des Attorney Generals Alexander Mitchell Palmer, begann dieser zusammen mit seinem Assistenten J. Edgar Hoover eine großangelegte Verfolgungs- und Verhaftungswelle gegen politische Radikale, Anarchisten, Sozialisten und Kommunisten zu organisieren. Insgesamt wurden infolge dieser später als Palmer Raids bezeichneten Aktion über 10.000 Menschen verhaftet – die bis heute größte Massenverhaftung in der US-Geschichte – und die darunter befindlichen Ausländer per Schiff nach Europa deportiert, darunter auch die bekannte Anarchistin und Friedensaktivistin Emma Goldman.
Diese massiven Repressalien, die anfangs auch von der breiten Öffentlichkeit unterstützt wurden, führten dazu, dass die Kommunistische Partei in den Untergrund gehen musste, und ließen den politischen Einfluss und die Mitgliederzahlen der Gewerkschaften und der Sozialistischen Partei rapide sinken. Hatte die SPA Anfang 1919 noch über 100.000 Mitglieder, waren es 1921 nur noch ca. 13.000, was einem Rückgang von fast 90 % innerhalb von nur zwei Jahren entspricht.
Ihr Ende fand diese „Erste Rote Angst“ schließlich, als Palmer vor einer kommunistischen Revolution in den USA warnte, deren Ausbruch er für den 1. Mai 1920 vorhersagte. Als diese jedoch ausblieb, verlor er seine Glaubwürdigkeit und auch seinen politischen Einfluss. Zudem wurde öffentlich, dass viele der von ihm angeordneten Deportationen und Verhaftungen jeglicher rechtsgültiger Beweise entbehrten.

## Zweite Rote Angst (1947–1957)

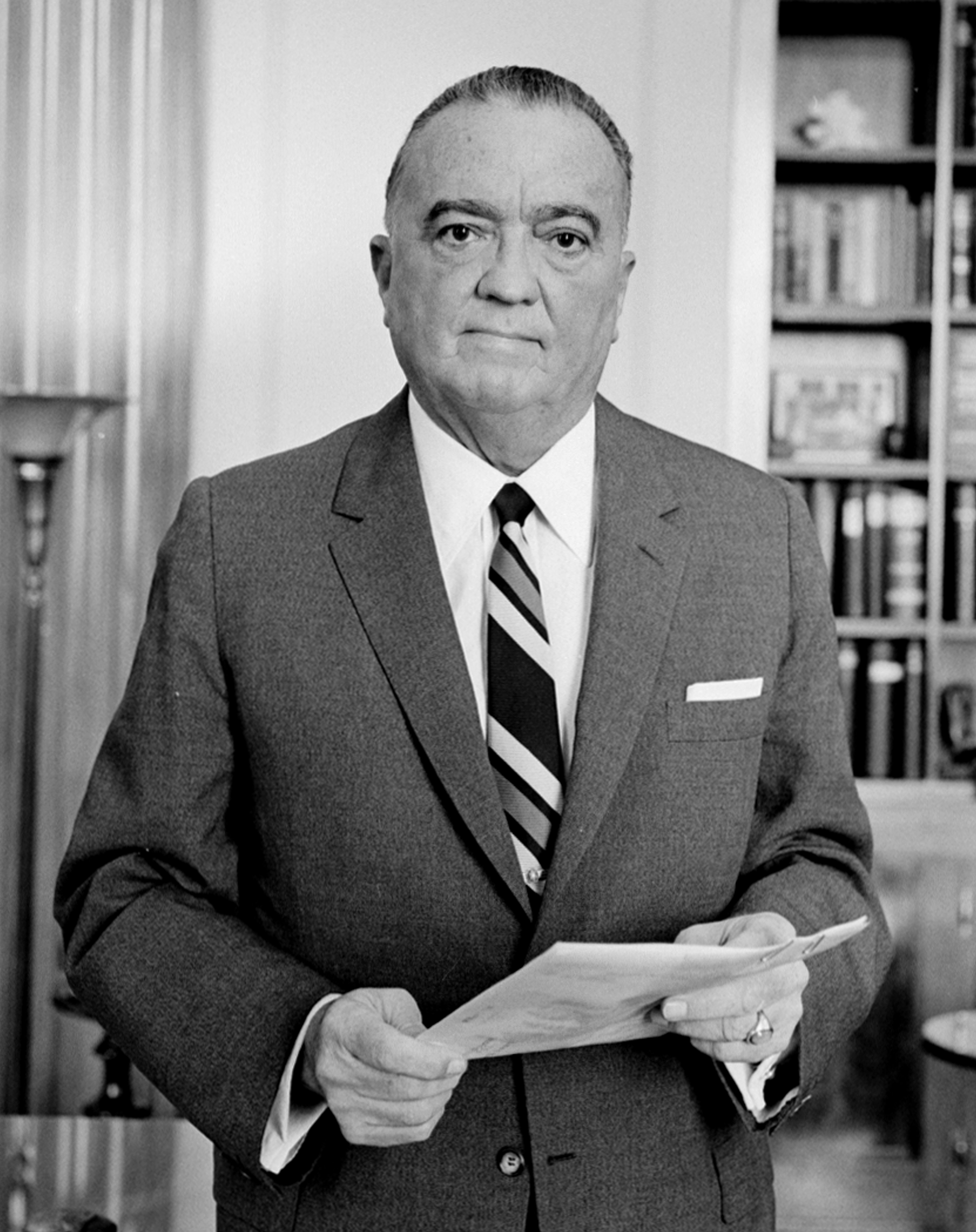
FBI-Direktor
J. Edgar Hoover

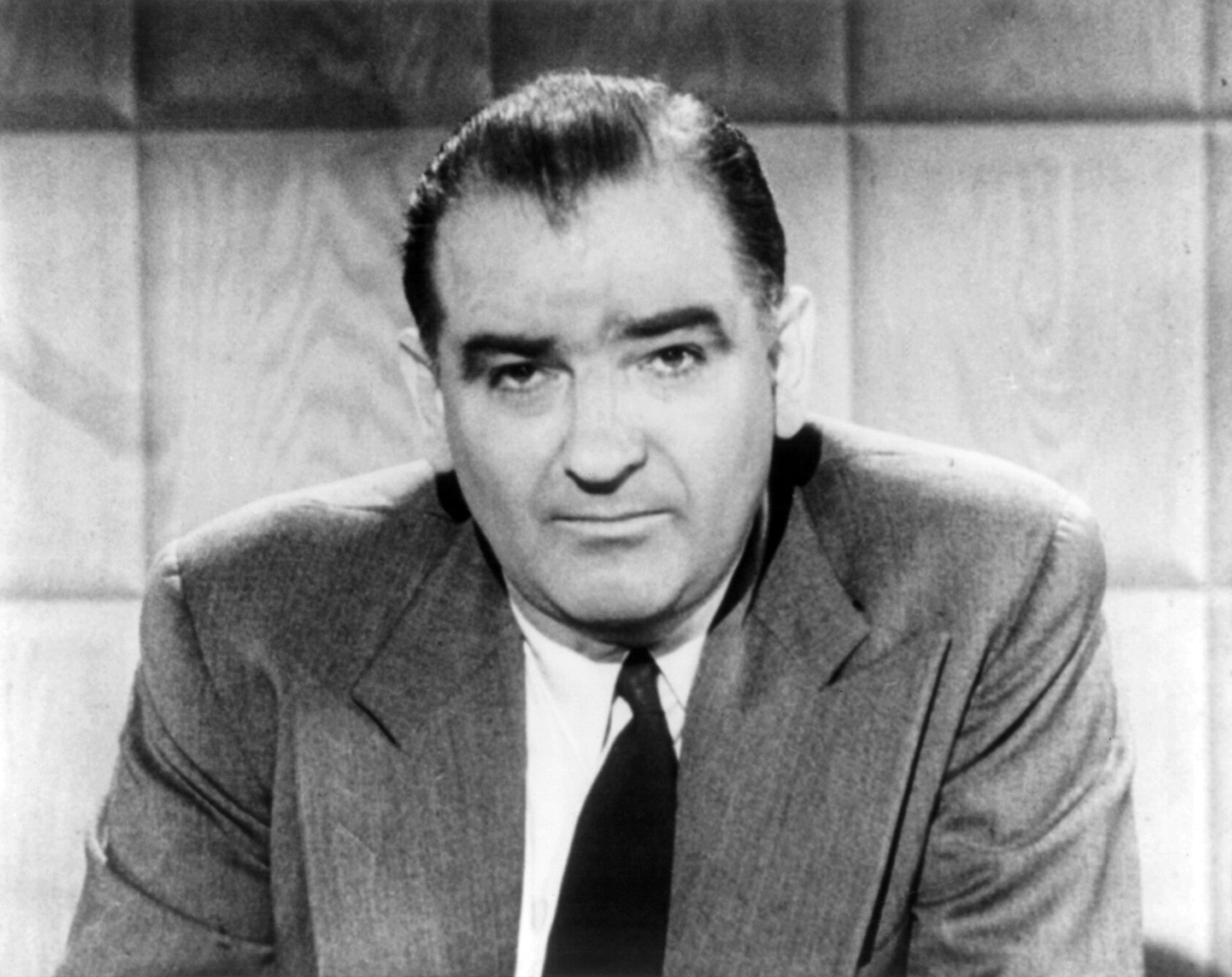
US-Senator
Joseph McCarthy

Im Angesicht des sich anbahnenden Kalten Krieges zwischen den Westmächten und dem Ostblock am Ende des Zweiten Weltkrieges brach über die USA erneut eine Welle antikommunistischer Massenhysterie herein. Aus Furcht vor kommunistischer Infiltration und sowjetischen Agenten startete die US-Regierung eine Kampagne gegen die Kommunistische Partei der USA (CPUSA), deren Mitglieder und (vermeintliche) Sympathisanten, um „subversive Elemente“ ausfindig zu machen.
Koordiniert und geleitet wurden diese Aktionen zum einen vom Komitee für unamerikanische Umtriebe, einem Ausschuss des Repräsentantenhauses, das Jagd auf kommunistische Sympathisanten im Staatsdienst machte und sich der Bekämpfung kommunistischer Propaganda in der Filmindustrie verschrieb (Hollywood Ten). Zum anderen richtete auch der Senat 1952 einen ähnlichen Ausschuss ein (Permanent Subcommittee on Investigations), der unter der Führung des Senators Joseph McCarthy damit begann, Beamte des Staats- und Regierungsapparates in öffentlichkeitswirksamen Anhörungen auf kommunistische Gesinnung zu überprüfen.
Ähnliche Bemühungen wurden auch vom Federal Bureau of Investigation (FBI) unter J. Edgar Hoover unternommen, das denunzierende, anonyme Hinweise über kommunistisch gesinnte Bundesangestellte untersuchte, linksgerichtete Organisationen und Parteien diskreditierte und überwachte (COINTELPRO) und Geheimdossiers über Personen des öffentlichen Lebens und ranghohe Politiker erstellte.
Das Bild dieser „Zweiten Roten Angst“ wurde maßgeblich geprägt von McCarthys medialer Präsenz im Zuge seiner Untersuchungen und seinen (oft haltlosen) kommunistischen Verschwörungstheorien, die in der Öffentlichkeit durchaus kritisch gesehen wurden. Als Reaktion auf diese sogenannte McCarthy-Ära entstand eine Gegenbewegung, die diese schweren Eingriffe in die von den Bill of Rights garantierten Grundrechte, wie z. B. das Recht auf freie Meinungsäußerung (1. Zusatzartikel) oder das Auskunftsverweigerungsrecht (5. Zusatzartikel), stark kritisierte. So äußerte sich Albert Einstein, der neben Bertolt Brecht, Thomas Mann und hunderten anderen vorgeladen wurde, dass es sich um eine

„ ‚Art der Inquisition‘ handle, die ‚den Geist der Verfassung verletzt‘, indem sie im Namen der äußeren Gefahr ‚alle geistigen Anstrengungen in der Öffentlichkeit […] unter Verdacht‘ stellt und ‚all diejenigen, die sich nicht zu unterwerfen bereit sind, von ihren Positionen zu entfernen, das heißt: sie auszuhungern.‘ “

Infolgedessen wurden viele der Untersuchungen und daraus resultierende Bestrafungen nachträglich vom Obersten Gerichtshof für verfassungswidrig erklärt und, soweit möglich, revidiert.
Die wohl bekanntesten Opfer dieser Hysterie waren Ethel und Julius Rosenberg, die wegen Spionage am 19. Juni 1953, trotz heftiger nationaler und internationaler Proteste u. a. von Papst Pius XII., Jean-Paul Sartre, Albert Einstein, Pablo Picasso, Fritz Lang, Bertolt Brecht und Frida Kahlo, hingerichtet wurden. (Nach einem 1993 neu angestrengten Prozess zur Freisprechung des Ehepaars gestand – 2008 veröffentlicht von der New York Times – auch Richard Nixon, damals Vizepräsident unter Dwight D. Eisenhower, ein, „dass im Prozess erhebliche Fehler gemacht“ und „Belastungsmaterial manipuliert“ worden sei.)
Auch McCarthy selbst geriet in ein Kreuzfeuer der Kritik, nachdem seine rigiden Verhörmethoden 1954 im Fernsehen öffentlich gemacht wurden. Ein daraufhin eingesetzter Untersuchungsausschuss befand ihn für schuldig, woraufhin ihm der Senat das Misstrauen aussprach und McCarthy als Ausschuss-Vorsitzender zurücktreten musste.
Auswirkungen hatte die (medial geschürte) Kommunismus-Paranoia insbesondere auch für das US-Einflussgebiet Lateinamerika; am weitesten ging die CIA mit der Operation PBSUCCESS, bei welcher 1954 der demokratisch gewählte Präsident Guatemalas gestürzt wurde, worauf das Land 40 Jahre unter Militär-Terror und Bürgerkrieg litt und die Errungenschaften der neuen Verfassung von 1944 zunichtegemacht wurden. 2011 entschuldigte sich die guatemaltekische Regierung bei der Familie des damals mit einer 2/3-Mehrheit gewählten Präsidenten Jacobo Árbenz Guzmán, seither bemüht sich die Familie um eine Entschuldigung der USA.